# 民族進歩連合
民族進歩連合（国民進歩同盟、フランス語: Union pour le Progrès national、略称:UPRONA）は、ブルンジの政党。ツチを支持基盤とするナショナリズム政党である。
民族進歩連合はブルンジ独立に大きな役割を果たした。1966年から1992年まで一党制の元で軍と共にブルンジを支配していた。多党制に移行後の選挙で1993年にメルシオール・ンダダエ率いるブルンジ民主戦線 (FRODEBU) に敗れた。2005年に行われた総選挙では、得票率7.2パーセントで国民議会に15議席を得た。